# Championnat du monde masculin de basket-ball 1986
Navigation
1982 - Colombie 1990 - Argentine
Le Championnat du monde masculin de basket-ball 1986 s'est déroulé en Espagne du 5 au 19 juillet 1986. Cette compétition est aussi considérée comme l'épreuve masculine de basket-ball des Goodwill Games de 1986.

## Podium final
| Médaille           | Pays        |
| ------------------ | ----------- |
| Médaille d'or      | États-Unis  |
| Médaille d'argent  | URSS        |
| Médaille de bronze | Yougoslavie |

## Compétition
Les équipes sont réparties en quatre groupes de six équipes. Les trois premiers de chaque groupe sont qualifiés pour le deuxième tour. Lors du second tour, les trois premiers de la poule A avec les trois premiers de la poule B, de même que pour les poules C et D sont réparties dans deux nouvelles poules. Les résultats du premier tour entre les équipes qualifiées provenant de la même poule sont conservés. Durant cette deuxième phase, les équipes jouent chacune trois matchs face aux équipes qui ne proviennent pas de leur poule. Les deux premiers de chaque poule s'affrontent dans des demi-finales croisées, les équipes finissant troisième et quatrième disputent les matchs de classement pour les places de 5 à 8, tandis que les deux dernières équipes de cette seconde phase disputent les matchs de classement pour les places de 9 à 12.
Lors des premier et second tour, les équipes à égalité de points (deux pour une victoire, un pour une défaite) se départagent par leur(s) match(s) particulier(s), puis par leur goal-average (points marqués divisés par les points encaissés)..

## Équipes participantes et groupes
| Groupe A Brésil Espagne Grèce France Panama Corée du Sud | Groupe B URSS Israël Cuba Australie Uruguay Angola | Groupe C États-Unis Italie Chine Porto Rico Allemagne Côte d'Ivoire | Groupe D Yougoslavie Canada Argentine Pays-Bas Nouvelle-Zélande Malaisie |

## Premier tour

### Groupe A
| Rang | Équipe       | Pts | J | G | P | Pp  | Pc  | Diff |  | Résultats (dom.\ext.) |        |        |        |        |         |         |
| ---- | ------------ | --- | - | - | - | --- | --- | ---- |  | --------------------- | ------ | ------ | ------ | ------ | ------- | ------- |
| 1    | Brésil       | 9   | 5 | 4 | 1 | 478 | 419 | 59   |  | Brésil                |        | 86-72  | 115-95 | 85-93  | 88-85   | 104-74  |
| 2    | Espagne      | 9   | 5 | 4 | 1 | 488 | 395 | 93   |  | Espagne               | 72-86  |        | 87-86  | 84-80  | 125-70  | 120-73  |
| 3    | Grèce        | 8   | 5 | 3 | 2 | 476 | 447 | 29   |  | Grèce                 | 95-115 | 86-87  |        | 87-84  | 110-81  | 98-80   |
| 4    | France       | 8   | 5 | 3 | 2 | 449 | 428 | 21   |  | France                | 93-85  | 80-84  | 84-87  |        | 91-88   | 101-84  |
| 5    | Panama       | 6   | 5 | 1 | 4 | 435 | 517 | -82  |  | Panama                | 85-88  | 70-125 | 81-110 | 88-91  |         | 111-103 |
| 6    | Corée du Sud | 5   | 5 | 0 | 5 | 414 | 534 | -120 |  | Corée du Sud          | 74-104 | 73-120 | 80-98  | 84-101 | 103-111 |         |

### Groupe B
| Rang | Équipe    | Pts | J | G | P | Pp  | Pc  | Diff |  | Résultats (dom.\ext.) |        |        |        |        |        |       |
| ---- | --------- | --- | - | - | - | --- | --- | ---- |  | --------------------- | ------ | ------ | ------ | ------ | ------ | ----- |
| 1    | URSS      | 10  | 5 | 5 | 0 | 565 | 369 | 196  |  | URSS                  |        | 114-77 | 129-87 | 122-92 | 111-62 | 89-51 |
| 2    | Israël    | 8   | 5 | 3 | 2 | 435 | 444 | -9   |  | Israël                | 77-114 |        | 88-78  | 91-98  | 84-79  | 95-75 |
| 3    | Cuba      | 7   | 5 | 2 | 3 | 399 | 418 | -19  |  | Cuba                  | 87-129 | 78-88  |        | 66-72  | 87-76  | 81-53 |
| 4    | Australie | 7   | 5 | 2 | 3 | 405 | 430 | -25  |  | Australie             | 92-122 | 98-91  | 72-66  |        | 74-77  | 69-74 |
| 5    | Uruguay   | 7   | 5 | 2 | 3 | 377 | 437 | -60  |  | Uruguay               | 62-111 | 79-84  | 76-87  | 77-74  |        | 83-81 |
| 6    | Angola    | 6   | 5 | 1 | 4 | 334 | 417 | -83  |  | Angola                | 51-89  | 75-95  | 53-81  | 74-69  | 81-83  |       |

### Groupe C
| Rang | Équipe        | Pts | J | G | P | Pp  | Pc  | Diff |  | Résultats (dom.\ext.) |        |       |        |       |       |       |
| ---- | ------------- | --- | - | - | - | --- | --- | ---- |  | --------------------- | ------ | ----- | ------ | ----- | ----- | ----- |
| 1    | États-Unis    | 10  | 5 | 5 | 0 | 446 | 348 | 98   |  | États-Unis            |        | 86-64 | 107-81 | 73-72 | 81-68 | 99-63 |
| 2    | Italie        | 9   | 5 | 4 | 1 | 423 | 366 | 57   |  | Italie                | 64-86  |       | 98-87  | 78-55 | 85-76 | 98-62 |
| 3    | Chine         | 7   | 5 | 2 | 3 | 430 | 442 | -12  |  | Chine                 | 81-107 | 87-98 |        | 98-84 | 80-81 | 84-72 |
| 4    | Porto Rico    | 7   | 5 | 2 | 3 | 383 | 373 | 10   |  | Porto Rico            | 72-73  | 55-78 | 84-98  |       | 81-69 | 91-55 |
| 5    | Allemagne     | 7   | 5 | 2 | 3 | 382 | 397 | -15  |  | Allemagne             | 68-81  | 76-85 | 81-80  | 69-81 |       | 88-70 |
| 6    | Côte d'Ivoire | 5   | 5 | 0 | 5 | 322 | 460 | -138 |  | Côte d'Ivoire         | 63-99  | 62-98 | 72-84  | 55-91 | 70-88 |       |

### Groupe D
| Rang | Équipe           | Pts | J | G | P | Pp  | Pc  | Diff |  | Résultats (dom.\ext.) |        |        |       |        |        |        |
| ---- | ---------------- | --- | - | - | - | --- | --- | ---- |  | --------------------- | ------ | ------ | ----- | ------ | ------ | ------ |
| 1    | Yougoslavie      | 10  | 5 | 5 | 0 | 514 | 364 | 150  |  | Yougoslavie           |        | 83-80  | 87-68 | 95-74  | 118-81 | 131-61 |
| 2    | Canada           | 9   | 5 | 4 | 1 | 510 | 356 | 154  |  | Canada                | 80-83  |        | 96-82 | 96-79  | 110-74 | 128-38 |
| 3    | Argentine        | 8   | 5 | 3 | 2 | 414 | 395 | 19   |  | Argentine             | 68-87  | 82-96  |       | 82-75  | 89-64  | 93-73  |
| 4    | Pays-Bas         | 7   | 5 | 2 | 3 | 422 | 405 | 17   |  | Pays-Bas              | 74-95  | 79-96  | 75-82 |        | 84-66  | 110-66 |
| 5    | Nouvelle-Zélande | 6   | 5 | 1 | 4 | 362 | 476 | -114 |  | Nouvelle-Zélande      | 81-118 | 74-110 | 64-89 | 66-84  |        | 77-75  |
| 6    | Malaisie         | 5   | 5 | 0 | 5 | 313 | 539 | -226 |  | Malaisie              | 61-131 | 38-128 | 73-93 | 66-110 | 75-77  |        |

## Deuxième tour
Rentrent en compte dans les classements pour chaque équipe les matchs contre les équipes issues de leur poule du premier tour.

### Groupe E
| Rang | Équipe  | Pts | J | G | P | Pp  | Pc  | Diff |  | Résultats (dom.\ext.) |         |         |       |        |        |        |
| ---- | ------- | --- | - | - | - | --- | --- | ---- |  | --------------------- | ------- | ------- | ----- | ------ | ------ | ------ |
| 1    | URSS    | 10  | 5 | 5 | 0 | 546 | 441 | 105  |  | URSS                  |         | 110-101 | 88-83 | 114-77 | 129-87 | 105-93 |
| 2    | Brésil  | 9   | 5 | 4 | 1 | 491 | 435 | 56   |  | Brésil                | 101-110 |         | 86-72 | 90-75  | 99-83  | 115-95 |
| 3    | Espagne | 8   | 5 | 3 | 2 | 414 | 402 | 12   |  | Espagne               | 83-88   | 72-86   |       | 94-65  | 78-77  | 87-86  |
| 4    | Israël  | 7   | 5 | 2 | 3 | 387 | 455 | -68  |  | Israël                | 77-114  | 75-90   | 65-94 |        | 88-78  | 82-79  |
| 5    | Cuba    | 6   | 5 | 1 | 4 | 399 | 460 | -61  |  | Cuba                  | 87-129  | 83-99   | 77-78 | 78-88  |        | 74-66  |
| 6    | Grèce   | 5   | 5 | 0 | 5 | 419 | 463 | -44  |  | Grèce                 | 93-105  | 95-115  | 86-87 | 79-82  | 66-74  |        |

### Groupe F
| Rang | Équipe      | Pts | J | G | P | Pp  | Pc  | Diff |  | Résultats (dom.\ext.) |        |        |        |       |       |        |
| ---- | ----------- | --- | - | - | - | --- | --- | ---- |  | --------------------- | ------ | ------ | ------ | ----- | ----- | ------ |
| 1    | États-Unis  | 9   | 5 | 4 | 1 | 409 | 344 | 65   |  | États-Unis            |        | 69-60  | 86-64  | 77-65 | 70-74 | 107-81 |
| 2    | Yougoslavie | 9   | 5 | 4 | 1 | 438 | 375 | 63   |  | Yougoslavie           | 60-69  |        | 102-76 | 83-80 | 87-68 | 106-82 |
| 3    | Italie      | 8   | 5 | 3 | 2 | 405 | 431 | -26  |  | Italie                | 64-86  | 76-102 |        | 89-86 | 78-70 | 98-87  |
| 4    | Canada      | 7   | 5 | 2 | 3 | 422 | 412 | 10   |  | Canada                | 65-77  | 80-83  | 86-89  |       | 96-82 | 95-81  |
| 5    | Argentine   | 7   | 5 | 2 | 3 | 391 | 411 | -20  |  | Argentine             | 74-70  | 68-87  | 70-78  | 82-96 |       | 97-80  |
| 6    | Chine       | 5   | 5 | 0 | 5 | 411 | 503 | -92  |  | Chine                 | 81-107 | 82-106 | 87-98  | 81-95 | 80-97 |        |

## Phase finale

### Matchs de la9eà la12eplace
|  | Tour de classement | Tour de classement |                         |     | Match pour la 9e place | Match pour la 9e place |
|  | Tour de classement | Tour de classement |                         |     | Match pour la 9e place | Match pour la 9e place |
|  |                    |                    |                         |     |                        |                        |
|  |                    |                    |                         |     |                        |                        |
|  |                    |                    |                         |     |                        |                        |
|  | Grèce              | 102                |                         |     |                        |                        |
|  | Grèce              | 102                |                         |     |                        |                        |
|  | Argentine          | 88                 |                         |     |                        |                        |
|  | Argentine          | 88                 | Grèce                   | 111 |                        |                        |
|  |                    |                    | Grèce                   | 111 |                        |                        |
|  |                    | Chine              | 112                     |     |                        |                        |
|  | Chine              | Chine              | 112                     | 93  |                        |                        |
|  | Chine              |                    |                         | 93  |                        |                        |
|  | Cuba               | 78                 |                         |     |                        |                        |
|  | Cuba               | 78                 | Match pour la 11e place |     |                        |                        |
|  |                    |                    |                         |     |                        |                        |
|  |                    |                    |                         |     |                        |                        |
|  |                    |                    |                         |     |                        |                        |
|  | Argentine          | 81                 |                         |     |                        |                        |
|  | Argentine          | 81                 |                         |     |                        |                        |
|  | Cuba               | 85                 |                         |     |                        |                        |
|  | Cuba               | 85                 |                         |     |                        |                        |

### Matchs de la5eà la8eplace
|  | Tour de classement | Tour de classement |                        |     | Match pour la 5e place | Match pour la 5e place |
|  | Tour de classement | Tour de classement |                        |     | Match pour la 5e place | Match pour la 5e place |
|  |                    |                    |                        |     |                        |                        |
|  |                    |                    |                        |     |                        |                        |
|  |                    |                    |                        |     |                        |                        |
|  | Espagne            | 100                |                        |     |                        |                        |
|  | Espagne            | 100                |                        |     |                        |                        |
|  | Canada             | 80                 |                        |     |                        |                        |
|  | Canada             | 80                 | Espagne                | 87  |                        |                        |
|  |                    |                    | Espagne                | 87  |                        |                        |
|  |                    | Italie             | 69                     |     |                        |                        |
|  | Italie             | Italie             | 69                     | 100 |                        |                        |
|  | Italie             |                    |                        | 100 |                        |                        |
|  | Israël             | 78                 |                        |     |                        |                        |
|  | Israël             | 78                 | Match pour la 7e place |     |                        |                        |
|  |                    |                    |                        |     |                        |                        |
|  |                    |                    |                        |     |                        |                        |
|  |                    |                    |                        |     |                        |                        |
|  | Canada             | 84                 |                        |     |                        |                        |
|  | Canada             | 84                 |                        |     |                        |                        |
|  | Israël             | 97                 |                        |     |                        |                        |
|  | Israël             | 97                 |                        |     |                        |                        |

### Matchs de la1reà la4eplace
|  | Demi-finales | Demi-finales |                        |         | Match pour le titre | Match pour le titre |
|  | Demi-finales | Demi-finales |                        |         | Match pour le titre | Match pour le titre |
|  |              |              |                        |         |                     |                     |
|  |              |              |                        |         |                     |                     |
|  |              |              |                        |         |                     |                     |
|  | États-Unis   | 96           |                        |         |                     |                     |
|  | États-Unis   | 96           |                        |         |                     |                     |
|  | Brésil       | 80           |                        |         |                     |                     |
|  | Brésil       | 80           | États-Unis             | 87      |                     |                     |
|  |              |              | États-Unis             | 87      |                     |                     |
|  |              | URSS         | 85                     |         |                     |                     |
|  | URSS         | URSS         | 85                     | 91 a.p. |                     |                     |
|  | URSS         |              |                        | 91 a.p. |                     |                     |
|  | Yougoslavie  | 90           |                        |         |                     |                     |
|  | Yougoslavie  | 90           | Match pour la 3e place |         |                     |                     |
|  |              |              |                        |         |                     |                     |
|  |              |              |                        |         |                     |                     |
|  |              |              |                        |         |                     |                     |
|  | Brésil       | 91           |                        |         |                     |                     |
|  | Brésil       | 91           |                        |         |                     |                     |
|  | Yougoslavie  | 117          |                        |         |                     |                     |
|  | Yougoslavie  | 117          |                        |         |                     |                     |

## Classement final
| Rang | Équipe           |
| ---- | ---------------- |
| 1    | États-Unis       |
| 2    | URSS             |
| 3    | Yougoslavie      |
| 4    | Brésil           |
| 5    | Espagne          |
| 6    | Italie           |
| 7    | Israël           |
| 8    | Canada           |
| 9    | Chine            |
| 10   | Grèce            |
| 11   | Cuba             |
| 12   | Argentine        |
| 13   | France           |
| 14   | Pays-Bas         |
| 15   | Porto Rico       |
| 16   | Allemagne        |
| 17   | Australie        |
| 18   | Uruguay          |
| 19   | Panama           |
| 20   | Angola           |
| 21   | Nouvelle-Zélande |
| 22   | Corée du Sud     |
| 23   | Côte d'Ivoire    |
| 24   | Malaisie         |

## Membres de l'équipe victorieuse
Les membres de l'équipe des États-Unis, championne du monde de ce mondial 1986, sont tous issus de la NCAA. L'entraîneur de cette équipe est Lute Olson, l'entraîneur des Wildcats de l'Arizona (université d'Arizona).
| Nom            | Université                       |
| -------------- | -------------------------------- |
| Tommy Amaker   | Blue Devils de Duke              |
| Muggsy Bogues  | Demon Deacons de Wake Forest     |
| Sean Elliott   | Wildcats de l'Arizona            |
| Armen Gilliam  | Rebels d'UNLV                    |
| Tom Hammonds   | Yellow Jackets de Georgia Tech   |
| Steve Kerr     | Wildcats de l'Arizona            |
| Derrick McKey  | Crimson Tide de l'Alabama        |
| David Robinson | United States Navy               |
| Rony Seikaly   | Orange de Syracuse               |
| Brian Shaw     | Gauchos de l'UC Santa Barbara    |
| Charles Smith  | Panthers de Pittsburgh           |
| Kenny Smith    | Tar Heels de la Caroline du Nord |
| Entraîneur     | Université                       |
| Lute Olson     | Wildcats de l'Arizona            |

## 5 majeur du tournoi
- Dražen Petrović (MVP, Yougoslavie)
- Arvydas Sabonis (URSS)
- Oscar Schmidt (Brésil)
- David Robinson (USA)
- Valeri Tikhonenko (URSS)[2].